# Sean Michael McClain
Pour les articles homonymes, voir McClain.
Sean Michael McClain, né le 13 septembre 1975, est un fleurettiste américain qui a étudié à l'université Stanford dans les années 1990.

## Biographie
Sean Michael McClain, originaire de Round Rock (Texas), s'illustre dès quatorze ans dans les catégories de junior et cadet,.
Il obtient son diplôme de l'université Stanford dans les années 1990.
Il est l'un des trois seuls tireurs à avoir gagné un championnat national de Division I à l'épée et au fleuret.
Il a été maître d'arme à l'Académie d'Escrime de Westchester. Il est également l'un des entraîneurs à Empire United Fencing avec Jed Dupree depuis 2013, et à l'université Yale depuis 2021.

## Palmarès
- Jeux panaméricains
  -  Médaille d'argent en individuel (fleuret) aux Jeux panaméricains de 1995

- Championnats des États-Unis
  -  Médaille d'or en individuel (épée) aux championnats des États-Unis 1994
  -  Médaille d'or en individuel (fleuret) aux championnats des États-Unis 2001

- Championnat NCAA d'escrime
  -  Médaille d'or en individuel (fleuret) au championnat NCAA division I 1995[7]